# Jazzizit Records
Jazzizit Records is een Brits platenlabel, waarop jazz uitkomt. Het werd in 1995 opgericht door zakenman Brian Nott.
Op het label is muziek uitgekomen van Britse musici en groepen zoals Bobby Wellins, Dave O'Higgins, Sax Appeal, Tom Cawley, Laurence Cottle, Martin Drew, Pete Cater en Nelson Rangell. 